# 그린빌 드라이브
그린빌 드라이브(Greenville Drive)는 미국 사우스캐롤라이나주 그린빌에 연고를 두고 있는 마이너 리그 베이스볼 팀이다. 보스턴 레드삭스의 하이 A 팜 팀이며, 사우스 애틀랜틱 리그에 속해 있다.
1977년 창단되었으며, 당시 연고지는 노스캐롤라이나주 셸비였다. 1983년 연고지를 사우스캐롤라이나주 컬럼비아로 이전했으며, 2005년 현재의 그린빌에 자리잡았다. 1981년부터 2004년까지 뉴욕 메츠 산하에 있었다가, 다음해부터 현재까지 레드삭스 산하에 있다.